# Destiny's Child
Destiny's Child va ser un grup grup de música de noies nord-americanes l'última i més coneguda formació de les quals estava formada per Beyoncé Knowles, Kelly Rowland i Michelle Williams.
El grup va començar la seva carrera musical com a Girl's Tyme, format el 1990 a Houston, Texas. Després d'anys d'èxit limitat, el quartet format per Knowles, Rowland, LaTavia Roberson i LeToya Luckett va signar un contracte el 1997 amb Columbia Records com a Destiny's Child. El grup es va donar a conéixer després del llançament de la cançó "No, No, No" i el seu segon àlbum més venut, The Writing's on the Wall (1999), que contenia els senzills número u "Bills, Bills, Bills" i "Say My Name". Tot i l'èxit comercial i de la crítica, el grup va estar ple de conflictes interns i problemes legals, ja que Roberson i Luckett van intentar separar-se del mànager del grup, Mathew Knowles, al·legant favoritismes a Beyoncé i Kelly.
A principis de 2000, tant Roberson com Luckett van ser substituïdes per Williams i Farrah Franklin; no obstant això, Franklin va abandonar al cap de cinc mesos, deixant el grup com un trio. El seu tercer àlbum, Survivor (2001), els temes del qual el públic va interpretar com una canalització de l'experiència del grup, va produir els èxits mundials "Independent Women", "Survivor" i "Bootylicious". El 2001, van anunciar un parèntesi per seguir carreres en solitari. El trio es va reunir dos anys després per publicar el seu cinquè i últim àlbum d'estudi, Destiny Fulfilled (2004), que va produir els èxits internacionals "Lose My Breath" i "Soldier ". Des de la dissolució oficial del grup el 2006, Knowles, Rowland i Williams s'han reunit en diverses ocasions, com a l'espectacle del descans de la Super Bowl del 2013 i al festival de Coachella del 2018.
Destiny's Child ha venut més de seixanta milions de discos a tot el món fins a l'actualitat. Billboard classifica el grup com un dels majors trios musicals de tots els temps, el novè artista/banda amb més èxit de la dècada de 2000, va situar el grup en el lloc 68 de la seva llista All-Time Hot 100 Artists el 2008 i al desembre de 2016, la revista les va situar en la 90a posició d'artistes de discoteques més reeixit de tots els temps. El grup va ser nominat a 14 premis Grammy, guanyant dues vegades el premi a la millor interpretació de R&B per un duo o grup amb veu i una vegada a la millor cançó de R&B.

## Premis i nominacions
Destiny's Child ha guanyat tres premis Grammy entre catorze nominacions. El grup també ha guanyat cinc American Music Awards, dos BET Awards, un BRIT Award, un Guinness World Record i dos MTV Video Music Awards.

## Discografia
- Destiny's Child (1998)
- The Writing's on the Wall (1999)
- Survivor (2001)
- 8 Days of Christmas (2001)
- Destiny Fulfilled (2004)